# NGC 4357
NGC 4357 este o liner situată în constelația Câinii de Vânătoare. A fost descoperită în 9 februarie 1788 de către William Herschel. Se află la o distanță de 57,02 de megaparseci de Pământ.